# Ovilla
La ville d’Ovilla est située dans les comtés de Dallas et Ellis, dans l’État du Texas, aux États-Unis. Sa population s’élevait à 3 492 habitants lors du recensement de 2010, estimée à 4 146 habitants en 2018.

## Source
- (en) Cet article est partiellement ou en totalité issu de l’article de Wikipédia en anglais intitulé « Ovilla, Texas » (voir la liste des auteurs).

1. ↑  « Population and Housing Unit Estimates » (consulté le 30 mai 2019)
2. ↑  « Census of Population and Housing », Census.gov (consulté le 4 juin 2015)